# Muhammad III (Nasrydzi)
Muhammad III (ur. 1257, zm. 1314) – od 1302 emir emiratu Grenady, W czasie swego panowania walczył z królestwami chrześcijańskimi wzmacniając swą armię najemnikami berberyjskimi.
W wyniku przewrotu wykonanego przez niezadowolonych z rządów Muhammada władzę objął jego młodszy, przybrany brat Nasr. 